# Chiesa di Santa Lucia vergine e martire
La chiesa di Santa Lucia vergine e martire è un luogo di culto cattolico di Montecastello, frazione del comune di Pontedera.

## Storia e descrizione
Fu edificata sulle strutture della preesistente rocca. Nel 1260 risulta suffraganea della pieve di San Gervasio e nel 1431 venne elevata a pieve. Il 13 luglio 1944 militari tedeschi minarono e abbatterono il campanile della chiesa e con questo la chiesa stessa. Rimase in piedi il muro perimetrale a nord e quello dell'abside.
La nuova chiesa fu ricostruita nel dopoguerra e inaugurata il 14 luglio 1948. L'interno è diviso in tre navate e concluso da un'abside semicircolare al centro della quale è conservata una statua con le reliquie di Santa Lucia. Tra le opere d'arte, un artistico frontale di tabernacolo in marmo scolpito del XV sec. con lo stemma della famiglia Galletti, una pila per l'acqua santa, una statua in legno raffigurante "San Rocco".
Nella canonica annessa alla chiesa, tra la fine dell'Ottocento e l'inizio del Novecento il Cardinale Alessandro Sanminiatelli Zabarella formò una raccolta di dipinti confluita nel 1910 nel Museo Diocesano d'Arte Sacra di San Miniato.